# 少年正義聯盟
少年正义联盟（英語：Young Justice）是一支虚构DC漫画超级英雄战队，这个战队由青少年英雄组成，首次登场于《少年正义联盟：秘密》（英語：Young Justice: The Secret，1998年6月），之后战队拥有自己的连载月刊。画家托德·瑙克和拉里·斯图克绘制了该战队作为主角的大部分漫画；托德·迪扎古负责了少年正义联盟早期历险记的写作，而连载月刊绝大多数则是彼得·大卫负责写作的。

## 其他媒體

### 動畫
- 《少年正義聯盟》
  - 羅賓、閃電小子、快手和水少俠不滿自己的導師對他們的過度保護。因此跟班小隊打算以實際行動讓導師們刮目相看，卻意外救出由某個秘密實驗室製造的超人複製人「超級小子」。小隊獲得正義聯盟的認同，並提供正義聯盟的舊基地「正義峰」，供這群青少年組成的團隊作為訓練中心及總部使用。由「水少俠」為隊長帶領閃電小子、羅賓、超級小子及火星獵人的姪女火星小姐、綠箭俠的姪女阿提米絲·克羅克組成小隊。